# Liste der French-Open-Sieger (Herrendoppel)
Diese Liste enthält alle Finalisten im Herrendoppel bei den Championnat de France international de Tennis (bis 1967) und den French Open (seit 1968). Roy Emerson ist mit sechs Titeln im Doppel Rekordchampion.
| Jahr                | Sieger                                  | Finalgegner                          | Ergebnis                        |
| ------------------- | --------------------------------------- | ------------------------------------ | ------------------------------- |
| 1891                | B. Desjoyau T. Legrand                  | Cucheval-Clarigny Boulanger          |                                 |
| 1892                | J. Havet D. Albertini                   | Cucheval-Clarigny Carlos de Candamo  |                                 |
| 1893                | Claude Anet Goldsmith                   | G. Hetley Ortmans                    | 6:4, 4:6, 6:2                   |
| 1894                | Gérard Brosselin Lesage                 | G. Hetley Robinson                   | 6:4, 2:6, 6:2                   |
| 1895                | André Vacherot Christian Winzer         | Paul Lebreton Paul Lecaron           | 6:2, 6:1                        |
| 1896                | F. Warden Wynes                         | André Vacherot Marcel Vacherot       | 6:4, 8:6                        |
| 1897                | Paul Aymé Paul Lebreton                 | Francky Wardan Longchamps            | 6:3, 6:0                        |
| 1898                | Marcel Vacherot Xenophon Kasdaglis      |                                      |                                 |
| 1899                | Paul Aymé Paul Lebreton                 |                                      |                                 |
| 1900                | Paul Aymé Paul Lebreton                 |                                      |                                 |
| 1901                | André Vacherot Marcel Vacherot          |                                      |                                 |
| 1902                | Max Décugis J. Worth                    |                                      |                                 |
| 1903                | Max Décugis J. Worth                    | André Vacherot Marcel Vacherot       | 8:6, 6:4, aufgg.                |
| 1904                | Max Décugis Maurice Germot              |                                      |                                 |
| 1905                | Max Décugis J. Worth                    |                                      |                                 |
| 1906                | Max Décugis Maurice Germot              |                                      |                                 |
| 1907                | Max Décugis Maurice Germot              | G. Siry Robert Wallet                | 6:4, 6:2, 6:1                   |
| 1908                | Max Décugis Maurice Germot              |                                      |                                 |
| 1909                | Max Décugis Maurice Germot              |                                      |                                 |
| 1910                | Marcel Dupont Maurice Germot            |                                      |                                 |
| 1911                | Max Décugis Maurice Germot              | André Gobert William Laurentz        | 6:3, 6:4, 7:5                   |
| 1912                | Max Décugis Maurice Germot              |                                      |                                 |
| 1913                | Max Décugis Maurice Germot              |                                      |                                 |
| 1914                | Max Décugis Maurice Germot              | William Laurentz Ludwig von Salm     | 6:4, 6:4, 4:6, 4:6, 6:4         |
| 1915–1919           | ausgefallen (Erster Weltkrieg)          | ausgefallen (Erster Weltkrieg)       | ausgefallen (Erster Weltkrieg)  |
| 1920                | Max Décugis Maurice Germot              |                                      |                                 |
| 1921                | André Gobert William Laurentz           |                                      |                                 |
| 1922                | Jacques Brugnon Marcel Dupont           |                                      |                                 |
| 1923                | Jean-François Blanchy Jean Samazeuilh   |                                      |                                 |
| 1924                | Jean Borotra René Lacoste               |                                      |                                 |
| 1925                | Jean Borotra René Lacoste               | Henri Cochet Jacques Brugnon         | 7:5, 4:6, 6:3, 2:6, 6:3         |
| 1926                | Vincent Richards Howard Kinsey          | Henri Cochet Jacques Brugnon         | 6:4, 6:1, 4:6, 6:4              |
| 1927                | Henri Cochet Jacques Brugnon            | Jean Borotra René Lacoste            | 2:6, 6:2, 6:0, 1:6, 6:4         |
| 1928                | Jean Borotra Jacques Brugnon            | Henri Cochet René de Buzelet         | 6:4, 3:6, 6:2, 3:6, 6:4         |
| 1929                | René Lacoste Jean Borotra               | Henri Cochet Jacques Brugnon         | 6:3, 3:6, 6:3, 3:6, 8:6         |
| 1930                | Henri Cochet Jacques Brugnon            | Harry Hopman James Willard           | 6:3, 9:7, 6:3                   |
| 1931                | George Lott John Van Ryn                | Vernon Kirby Norman Farquharson      | 6:4, 6:3, 6:4                   |
| 1932                | Henri Cochet Jacques Brugnon            | Christian Boussus Marcel Bernard     | 6:4, 3:6, 7:5, 6:3              |
| 1933                | Pat Hughes Fred Perry                   | Adrian Quist Vivian McGrath          | 6:2, 6:4, 2:6, 7:5              |
| 1934                | Jean Borotra Jacques Brugnon            | Jack Crawford Vivian McGrath         | 11:9, 6:3, 2:6, 4:6, 9:7        |
| 1935                | Jack Crawford Adrian Quist              | Vivian McGrath Donald Turnbull       | 6:1, 6:4, 6:2                   |
| 1936                | Jean Borotra Marcel Bernard             | Pat Hughes Raymond Tuckey            | 6:2, 3:6, 9:7, 6:1              |
| 1937                | Gottfried von Cramm Henner Henkel       | Norman Farquharson Vernon Kirby      | 6:4, 7:5, 3:6, 6:1              |
| 1938                | Bernard Destremau Yvon Petra            | Don Budge Gene Mako                  | 3:6, 6:3, 9:7, 6:1              |
| 1939                | Don McNeill Charles Harris              | Jean Borotra Jacques Brugnon         | 4:6, 6:4, 6:0, 2:6, 10:8        |
| 1940–1945           | ausgefallen (Zweiter Weltkrieg)         | ausgefallen (Zweiter Weltkrieg)      | ausgefallen (Zweiter Weltkrieg) |
| 1946                | Marcel Bernard Yvon Petra               | Enrique Morea Pancho Segura          | 7:5, 6:3, 0:6, 1:6, 10:8        |
| 1947                | Eustace Fannin Eric Sturgess            | Tom Brown Bill Sidwell               | 6:4, 4:6, 6:4, 6:3              |
| 1948                | Lennart Bergelin Jaroslav Drobný        | Harry Hopman Frank Sedgman           | 8:6, 6:1, 12:10                 |
| 1949                | Pancho Gonzales Frank Parker            | Eustace Fannin Eric Sturgess         | 6:3, 8:6, 5:7, 6:3              |
| 1950                | Bill Talbert Tony Trabert               | Jaroslav Drobný Eric Sturgess        | 6:2, 1:6, 10:8, 6:2             |
| 1951                | Ken McGregor Frank Sedgman              | Gardnar Mulloy Dick Savitt           | 6:2, 2:6, 9:7, 7:5              |
| 1952                | Ken McGregor Frank Sedgman              | Gardnar Mulloy Dick Savitt           | 6:3, 6:4, 6:4                   |
| 1953                | Lew Hoad Ken Rosewall                   | Mervyn Rose Clive Wilderspin         | 6:2, 6:1, 6:1                   |
| 1954                | Vic Seixas Tony Trabert                 | Lew Hoad Ken Rosewall                | 6:4, 6:2, 6:1                   |
| 1955                | Vic Seixas Tony Trabert                 | Nicola Pietrangeli Orlando Sirola    | 6:1, 4:6, 6:2, 6:4              |
| 1956                | Don Candy Bob Perry                     | Ashley Cooper Lew Hoad               | 7:5, 6:3, 6:3                   |
| 1957                | Mal Anderson Ashley Cooper              | Don Candy Mervyn Rose                | 6:3, 6:0, 6:3                   |
| 1958                | Ashley Cooper Neale Fraser              | Robert Howe Abe Segal                | 3:6, 8:6, 6:3, 7:5              |
| 1959                | Nicola Pietrangeli Orlando Sirola       | Roy Emerson Neale Fraser             | 6:3, 6:2, 14:12                 |
| 1960                | Roy Emerson Neale Fraser                | José Luis Arilla Andrés Gimeno       | 6:2, 8:10, 7:5, 6:4             |
| 1961                | Roy Emerson Rod Laver                   | Robert Howe Bob Mark                 | 3:6, 6:1, 6:1, 6:4              |
| 1962                | Roy Emerson Neale Fraser                | Wilhelm Bungert Christian Kuhnke     | 6:3, 6:4, 7:5                   |
| 1963                | Roy Emerson Manuel Santana              | Gordon Forbes Abe Segal              | 6:2, 6:4, 6:4                   |
| 1964                | Roy Emerson Ken Fletcher                | John Newcombe Tony Roche             | 7:5, 6:3, 3:6, 7:5              |
| 1965                | Roy Emerson Fred Stolle                 | Ken Fletcher Bob Hewitt              | 6:8, 6:3, 8:6, 6:2              |
| 1966                | Clark Graebner Dennis Ralston           | Ilie Năstase Ion Țiriac              | 6:3, 6:3, 6:0                   |
| 1967                | John Newcombe Tony Roche                | Roy Emerson Ken Fletcher             | 6:3, 9:7, 12:10                 |
| Beginn der Open Era |                                         |                                      |                                 |
| 1968                | Ken Rosewall Fred Stolle                | Roy Emerson Rod Laver                | 6:3, 6:4, 6:3                   |
| 1969                | John Newcombe Tony Roche                | Roy Emerson Rod Laver                | 4:6, 6:1, 3:6, 6:4, 6:4         |
| 1970                | Ilie Năstase Ion Țiriac                 | Arthur Ashe Charlie Pasarell         | 6:2, 6:4, 6:3                   |
| 1971                | Arthur Ashe Marty Riessen               | Tom Gorman Stan Smith                | 6:8, 4:6, 6:3, 6:4, 11:9        |
| 1972                | Bob Hewitt Frew McMillan                | Patricio Cornejo Jaime Fillol        | 6:3, 8:6, 3:6, 6:1              |
| 1973                | John Newcombe Tom Okker                 | Jimmy Connors Ilie Năstase           | 6:1, 3:6, 6:3, 5:7, 6:4         |
| 1974                | Dick Crealy Onny Parun                  | Bob Lutz Stan Smith                  | 6:3, 6:2, 3:6, 5:7, 6:1         |
| 1975                | Brian Gottfried Raúl Ramírez            | John Alexander Phil Dent             | 6:2, 2:6, 6:2, 6:4              |
| 1976                | Fred McNair Sherwood Stewart            | Brian Gottfried Raúl Ramírez         | 7:66, 6:3, 6:1                  |
| 1977                | Brian Gottfried Raúl Ramírez            | Wojtek Fibak Jan Kodeš               | 7:6, 4:6, 6:3, 6:4              |
| 1978                | Gene Mayer Hank Pfister                 | José Higueras Manuel Orantes         | 6:3, 6:2, 6:2                   |
| 1979                | Gene Mayer Sandy Mayer                  | Ross Case Phil Dent                  | 6:4, 6:4, 6:4                   |
| 1980                | Victor Amaya Hank Pfister               | Brian Gottfried Raúl Ramírez         | 1:6, 6:4, 6:4, 6:3              |
| 1981                | Heinz Günthardt Balázs Taróczy          | Terry Moor Eliot Teltscher           | 6:2, 7:6, 6:3                   |
| 1982                | Sherwood Stewart Ferdi Taygan           | Hans Gildemeister Belus Prajoux      | 7:5, 6:3, 1:1 Aufgabe           |
| 1983                | Anders Järryd Hans Simonsson            | Mark Edmondson Sherwood Stewart      | 7:64, 6:4, 6:2                  |
| 1984                | Henri Leconte Yannick Noah              | Pavel Složil Tomáš Šmíd              | 6:4, 2:6, 3:6, 6:3, 6:2         |
| 1985                | Mark Edmondson Kim Warwick              | Shlomo Glickstein Hans Simonsson     | 6:3, 6:4, 6:7, 6:3              |
| 1986                | John Fitzgerald Tomáš Šmíd              | Stefan Edberg Anders Järryd          | 6:3, 4:6, 6:3, 6:74, 14:12      |
| 1987                | Anders Järryd Robert Seguso             | Guy Forget Yannick Noah              | 6:7, 6:7, 6:3, 6:4, 6:2         |
| 1988                | Andrés Gómez Emilio Sánchez Vicario     | John Fitzgerald Anders Järryd        | 6:3, 6:78, 6:4, 6:3             |
| 1989                | Jim Grabb Patrick McEnroe               | Mansour Bahrami Éric Winogradsky     | 6:4, 2:6, 6:4, 7:65             |
| 1990                | Sergio Casal Emilio Sánchez Vicario     | Goran Ivanišević Petr Korda          | 7:5, 6:3                        |
| 1991                | John Fitzgerald Anders Järryd           | Rick Leach Jim Pugh                  | 6:0, 7:62                       |
| 1992                | Jakob Hlasek Marc Rosset                | David Adams Andrei Olchowski         | 7:64, 6:73, 7:5                 |
| 1993                | Luke Jensen Murphy Jensen               | Marc-Kevin Goellner David Prinosil   | 6:4, 6:74, 6:4                  |
| 1994                | Byron Black Jonathan Stark              | Jan Apell Jonas Björkman             | 6:4, 7:65                       |
| 1995                | Jacco Eltingh Paul Haarhuis             | Schweden Magnus Larsson              | 6:73, 6:4, 6:1                  |
| 1996                | Jewgeni Kafelnikow Daniel Vacek         | Guy Forget Jakob Hlasek              | 6:2, 6:3                        |
| 1997                | Jewgeni Kafelnikow Daniel Vacek         | Mark Woodforde Todd Woodbridge       | 7:612, 4:6, 6:3                 |
| 1998                | Jacco Eltingh Paul Haarhuis             | Daniel Nestor Mark Knowles           | 6:3, 3:6, 6:3                   |
| 1999                | Mahesh Bhupathi Leander Paes            | Goran Ivanišević Jeff Tarango        | 6:2, 7:5                        |
| 2000                | Mark Woodforde Todd Woodbridge          | Paul Haarhuis Sandon Stolle          | 7:67, 6:4                       |
| 2001                | Mahesh Bhupathi Leander Paes            | Petr Pála Pavel Vízner               | 7:65, 6:3                       |
| 2002                | Paul Haarhuis Jewgeni Kafelnikow        | Mark Knowles Daniel Nestor           | 7:5, 6:4                        |
| 2003                | Bob Bryan Mike Bryan                    | Paul Haarhuis Jewgeni Kafelnikow     | 7:63, 6:3                       |
| 2004                | Xavier Malisse Olivier Rochus           | Michaël Llodra Fabrice Santoro       | 7:5, 7:5                        |
| 2005                | Jonas Björkman Maks Mirny               | Bob Bryan Mike Bryan                 | 2:6, 6:1, 6:4                   |
| 2006                | Jonas Björkman Maks Mirny               | Bob Bryan Mike Bryan                 | 6:75, 6:4, 7:5                  |
| 2007                | Mark Knowles Daniel Nestor              | Lukáš Dlouhý Pavel Vízner            | 2:6, 6:3, 6:4                   |
| 2008                | Pablo Cuevas Luis Horna                 | Daniel Nestor Nenad Zimonjić         | 6:2, 6:3                        |
| 2009                | Lukáš Dlouhý Leander Paes               | Wesley Moodie Dick Norman            | 3:6, 6:3, 6:2                   |
| 2010                | Daniel Nestor Nenad Zimonjić            | Lukáš Dlouhý Leander Paes            | 7:5, 6:2                        |
| 2011                | Maks Mirny Daniel Nestor                | Juan Sebastián Cabal Eduardo Schwank | 7:63, 3:6, 6:4                  |
| 2012                | Maks Mirny Daniel Nestor                | Bob Bryan Mike Bryan                 | 6:4, 6:4                        |
| 2013                | Bob Bryan Mike Bryan                    | Michaël Llodra Nicolas Mahut         | 6:4, 4:6, 7:64                  |
| 2014                | Julien Benneteau Édouard Roger-Vasselin | Marcel Granollers Marc López         | 6:3, 7:61                       |
| 2015                | Ivan Dodig Marcelo Melo                 | Bob Bryan Mike Bryan                 | 6:75, 7:65, 7:5                 |
| 2016                | Feliciano López Marc López              | Bob Bryan Mike Bryan                 | 6:4, 6:76, 6:3                  |
| 2017                | Ryan Harrison Michael Venus             | Santiago González Donald Young       | 7:65, 6:74, 6:3                 |
| 2018                | Pierre-Hugues Herbert Nicolas Mahut     | Oliver Marach Mate Pavić             | 6:2, 7:64                       |
| 2019                | Kevin Krawietz Andreas Mies             | Jérémy Chardy Fabrice Martin         | 6:2, 7:63                       |
| 2020                | Kevin Krawietz Andreas Mies             | Mate Pavić Bruno Soares              | 6:3, 7:5                        |
| 2021                | Pierre-Hugues Herbert Nicolas Mahut     | Alexander Bublik Andrei Golubew      | 4:6, 7:61, 6:4                  |
| 2022                | Marcelo Arévalo Jean-Julien Rojer       | Ivan Dodig Austin Krajicek           | 6:74, 7:65, 6:3                 |
| 2023                | Ivan Dodig Austin Krajicek              | Sander Gillé Joran Vliegen           | 6:3, 6:1                        |
| 2024                | Marcelo Arévalo Mate Pavić              | Simone Bolelli Andrea Vavassori      | 7:5, 6:3                        |
| 2025                | Marcel Granollers Horacio Zeballos      | Joe Salisbury Neal Skupski           | 6:0, 6:75, 7:5                  |